# Złotopiór wspaniały
Złotopiór wspaniały (Galbula dea) – gatunek średniej wielkości ptaka z rodziny złotopiórów (Galbulidae). Zasiedla Amerykę Południową od Wenezueli i regionu Gujana po północną Boliwię. Nie jest zagrożony.

## Podgatunki i zasięg występowania
Wyróżnia się 4 podgatunki G. dea:
- G. d. dea (Linnaeus, 1758) – Wenezuela, Gujana, Surinam, Gujana Francuska i Brazylia (na północ od Amazonki)
- G. d. amazonum (P. L. Sclater, 1855) – północna Boliwia i południowo-zachodnia Brazylia
- G. d. brunneiceps (Todd, 1943) – wschodnia Kolumbia, wschodnie Peru i zachodnia Brazylia
- G. d. phainopepla (Todd, 1943) – zachodnio-środkowa Brazylia

## Morfologia

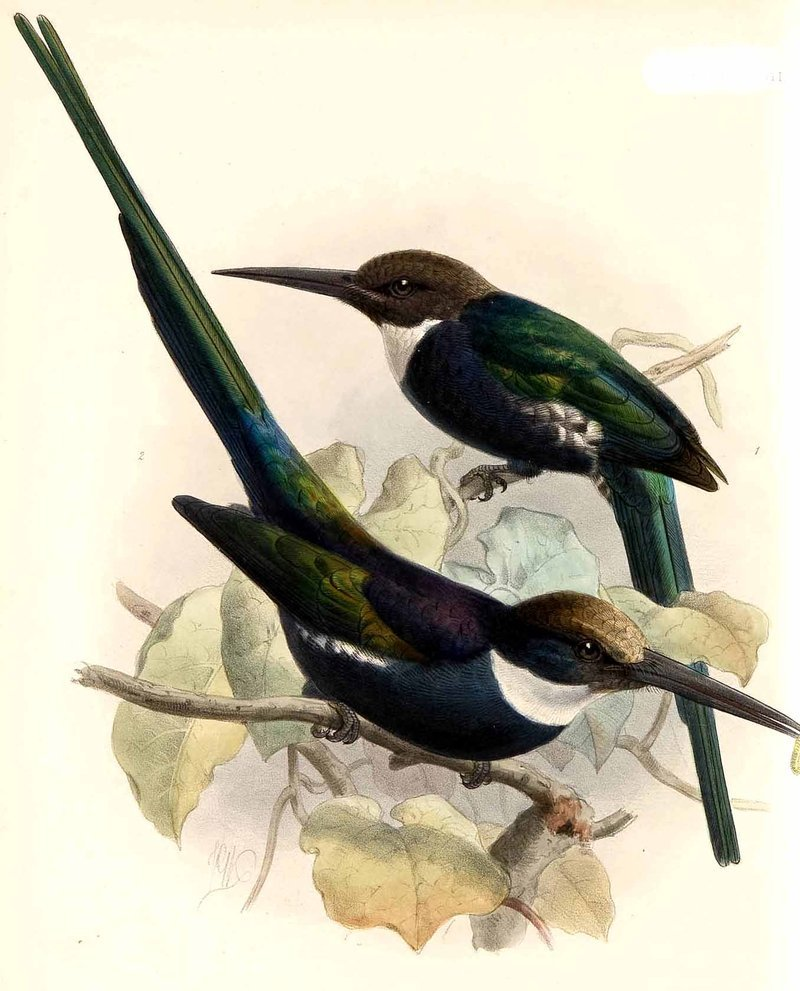
Złotopióry wspaniałe na rycinie Johna Gerrarda Keulemansa

WyglądNie występuje dymorfizm płciowy. Długi, szary dziób. Cały wierzch ciała, łącznie z głową czarny. Białe gardło, ciemny brzuch zielono opalizuje. Poza tym ogólnie jest cały ciemny i opalizujący, na skrzydłach na złoto. Żółtawe brzegi lotek. Wydłużone środkowe sterówki.
Wymiary
- długość ciała: 30 cm
- rozpiętość skrzydeł: 25–30 cm
- masa ciała: 25,5–31 g

## Ekologia i zachowanie
BiotopTropikalne lasy i sawanna.
ZachowanieNierzadko przebywa w wielogatunkowych stadach. Przelatujące owady łapie z czatowni na drzewie, ogólnie żywi się tylko latającymi owadami. Piosenka to seria wysokich sylab.
LęgiWyprowadza 1 lęg. Nora gniazdowa mieści się w kopcu termitów. Składa 2–4 jaja, które wysiaduje 20–23 dni. Młode umieją latać po 25 dniach.

## Status
Międzynarodowa Unia Ochrony Przyrody (IUCN) uznaje złotopióra wspaniałego za gatunek najmniejszej troski (LC – Least Concern). Liczebność populacji nie została oszacowana, ale ptak ten opisywany jest jako dość pospolity. Globalny trend liczebności uznawany jest za spadkowy ze względu na wylesianie Amazonii.